# Sarracenia alata
Sarracenia alata là một loài thực vật có hoa trong họ Sarraceniaceae. Loài này được (Alph. Wood) Alph. Wood miêu tả khoa học đầu tiên năm 1863.

## Hình ảnh

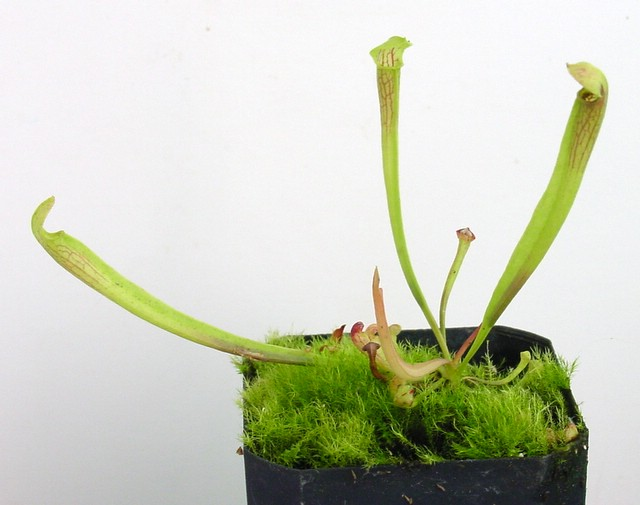
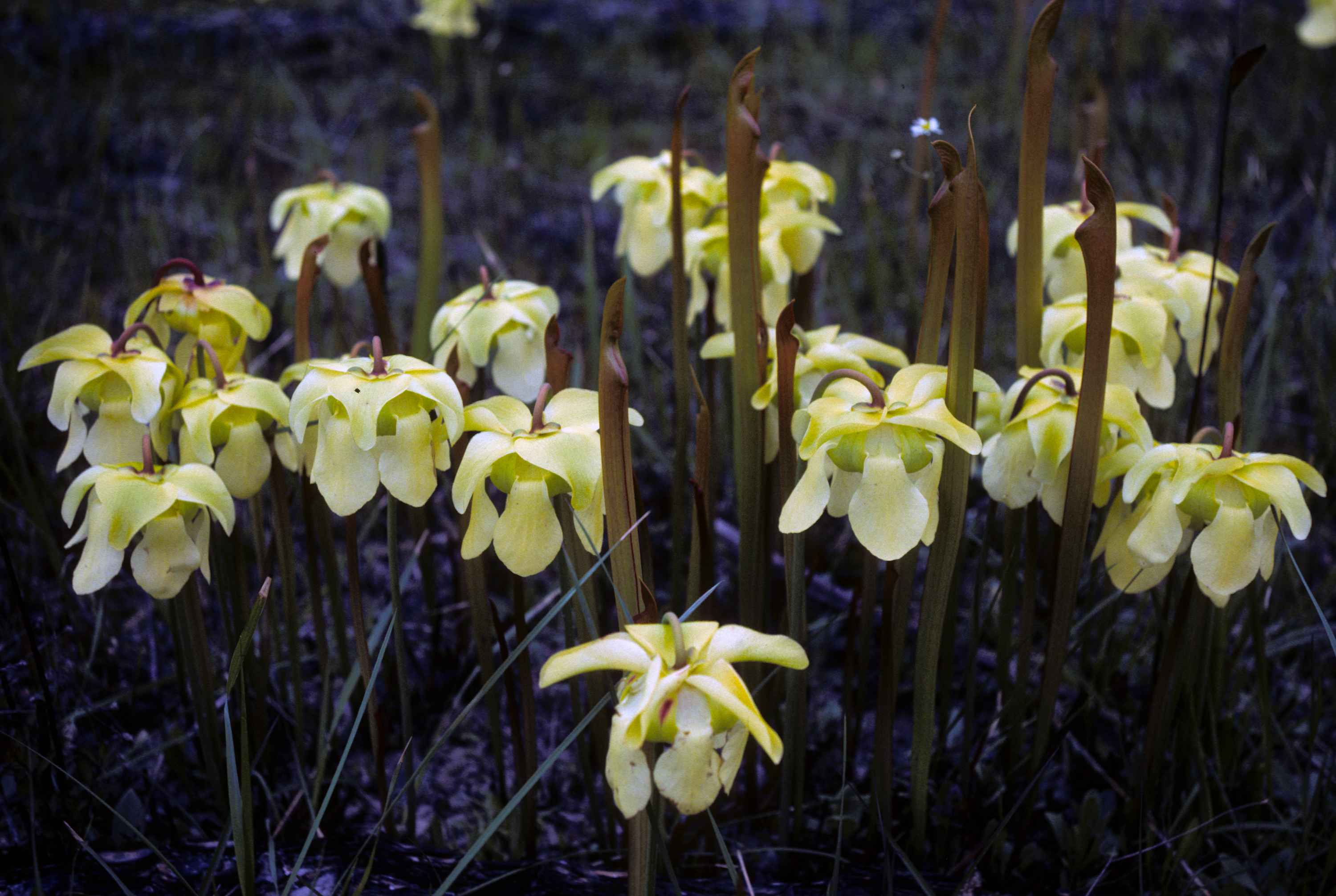
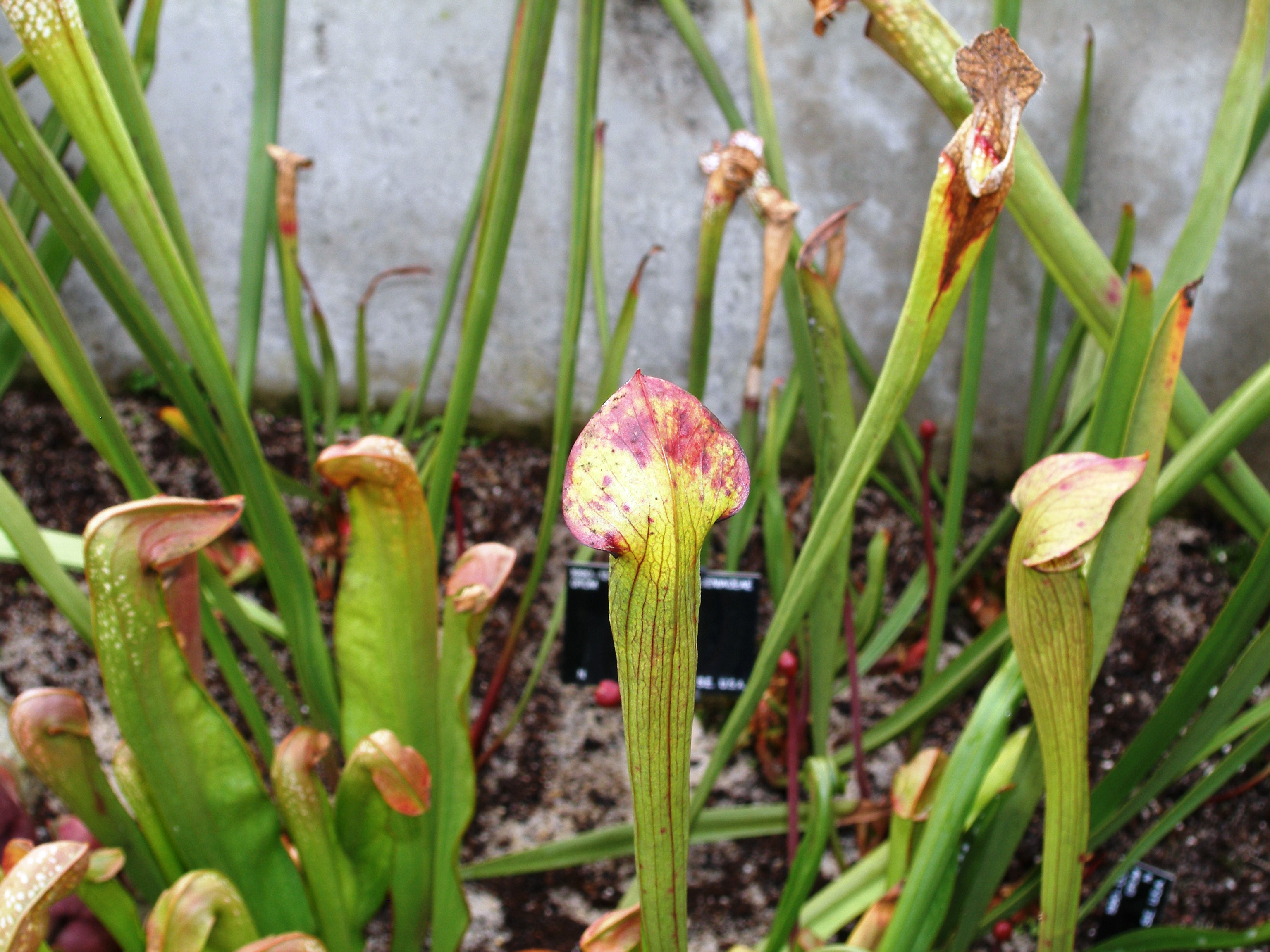
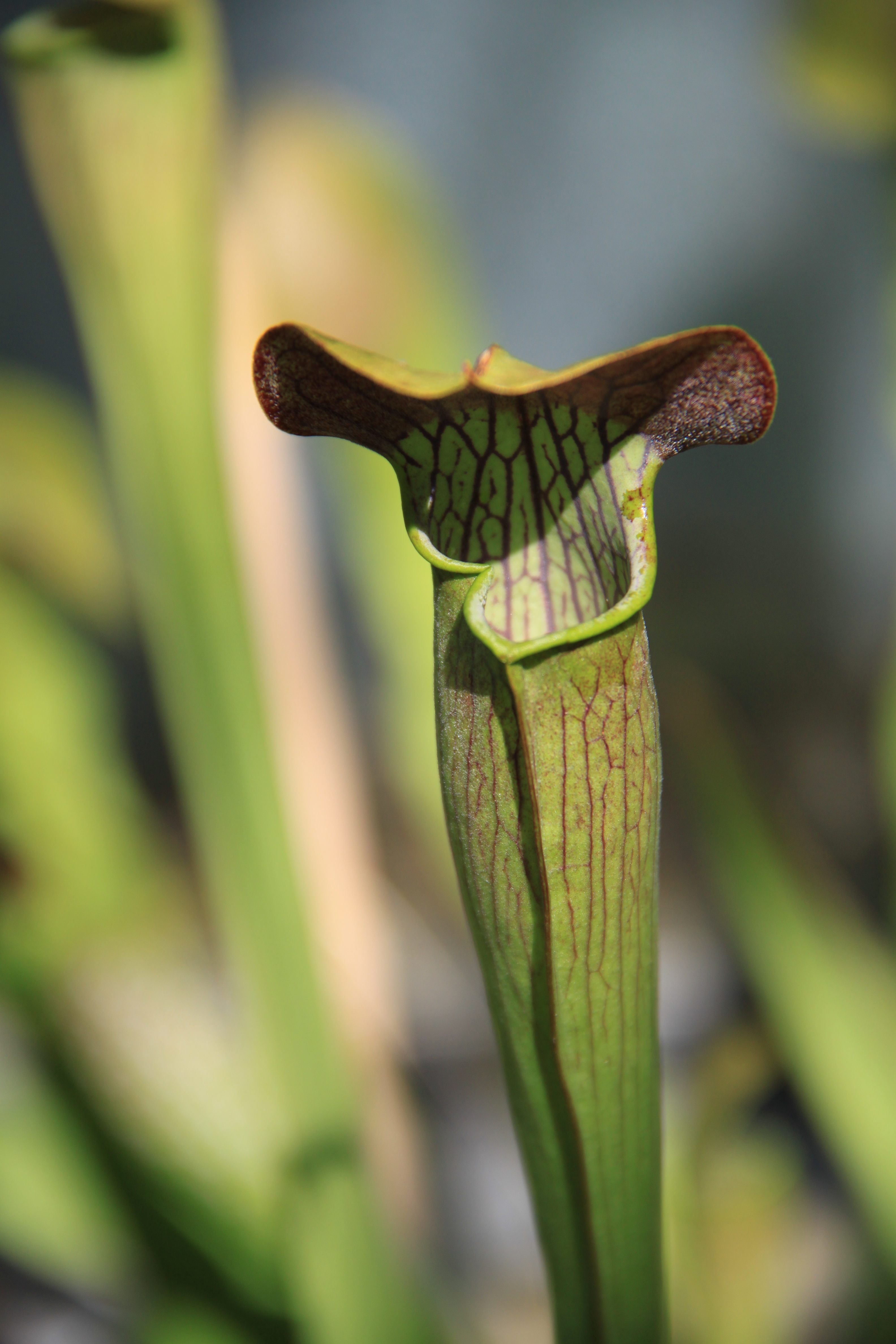